# Похід Птолемея IX до Палестини

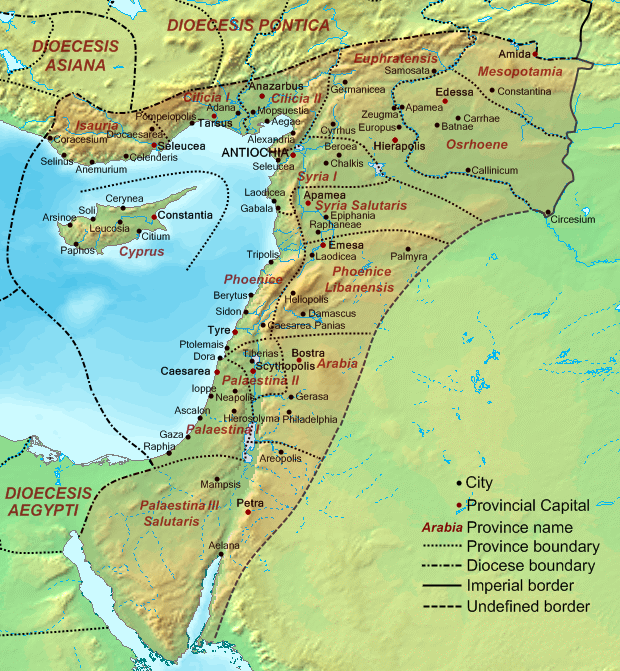
Мапа Келесирії (відноситься до пізнього римського періоду). На узбережжі Палестини позначені згадані у статті Птолемаїда, Дор, Стратонова Башта (як Кесарія), Газа. Битва при Асофоні відбулась у долині Йордану, можливо, приблизно посередині між Скіфополісом і Мертвим морем

Похід Птолемея IX до Палестини — військова кампанія кіпрського царя Птолемея Лафура у 103—102 роках до н. е. (відома також як «війна скіпетрів»), котра мала за мету відновлення його на єгипетському престолі.

## Передумови походу

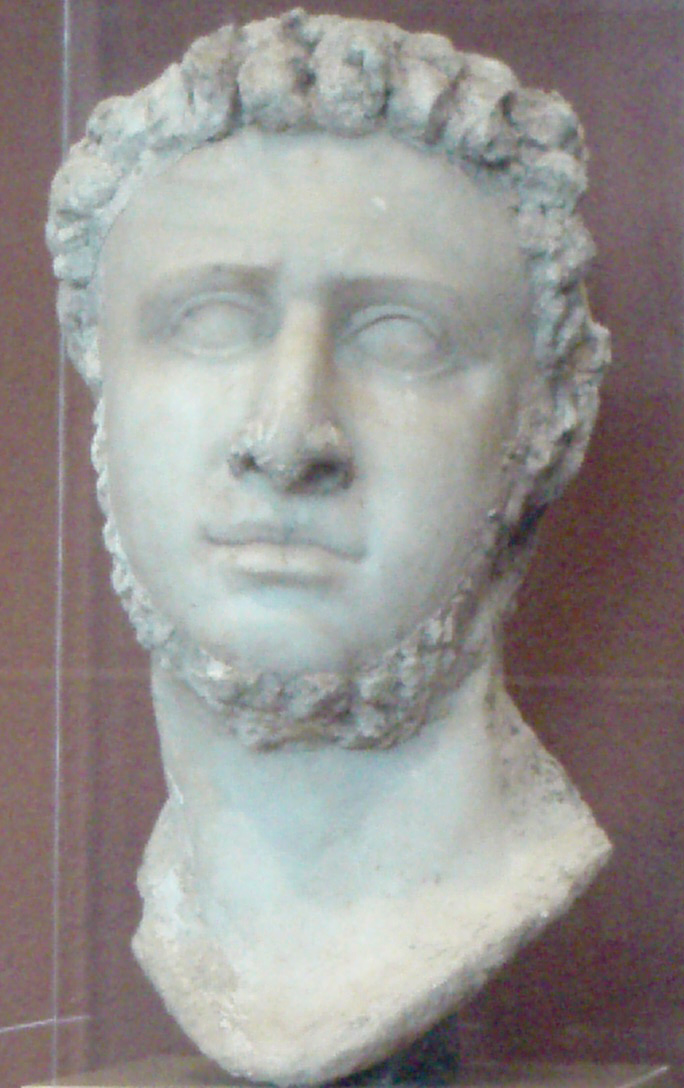
Птолемей IX Лафур

Коли у 116 р. до н. е. помер єгипетський цар Птолемей VIII, він заповів своїй дружині Клеопатрі III самій обрати наступника з двох їхніх синів. Під тиском народу цариця-матір обрала старшого сина Птолемея Лафура, проте змусила його розлучитись зі своєю дружиною (та сестрою) Клеопатрою IV, яку він палко кохав. Втративши через підступ своєї матері єгипетський престол, Клеопатра IV вирушила на Кіпр, котрий вже півтора століття як входив до володінь династії Птолемеїв. Тут вона вийшла заміж за Антіоха Кізікена, брата сирійського царя Антіоха VIII Гріпа. Схиливши на свій бік розташовані на Кіпрі війська, Клеопатра IV значно збільшила сили Кізікена, що дозволило йому почати боротьбу із братом за престол держави Селевкідів. Ще через кілька років Клеопатра IV потрапила в полон до Антіоха VIII Гріпа та була страчена за наказом його дружини (і своєї сестри) Клеопатри Трифени.
Згодом Птолемей IX сам втрутився у сирійську міжусобицю та послав військо на допомогу Антіоху Кізікену. Це посилило його протистояння з матір'ю, яка в 107 р. до н. е. змогла зробити царем молодшого сина Птолемея X Александра, тоді як Птолемей IX втік на Кіпр. Клеопатра III послала услід за ним військо, що захопило острів, проте упустило колишнього царя (за цю невдачу цариця-матір наказала стратити командира, який провадив кіпрську операцію). Згодом Птолемей Лафур зміг повернути собі Кіпр.

## Боротьба Лафура з Юдеєю та Птолемаїдою
Через кілька років після позбавлення єгипетського престолу Лафур побачив зручну можливість для втручання у велику політику. Боротьба Антіохів за владу все ще тривала та знекровлювала царство Селевкидів, чим користувалась Юдея, котра поступово підбивала собі полишені без дієвої допомоги центральної влади елліністичні міста Палестини та Зайордання. В один з моментів юдейський цар Александр Яннай вирішив напасти на місто Птолемаїда, розташоване на узбережжі Середземного моря між Тіром на півночі та Дорою на півдні. Мешканці Птолемаїди відправили послів на Кіпр із закликом прийти на допомогу. Вони запевняли Птолемея Лафура, що ставши на захист елліністичних поселень, він зможе привести під свою владу не лише Птолемаїду, але й інші приморські міста – Дору і Стратонову башту (котрими володів союзний птолемаїдцям тиран Зоїл), Газу (важливий торговельний пункт, через який велась торгівля із набатейцями, котрі своєю чергою були посередниками в товарообміні зі сходом) та навіть фінікійський Сидон. Такі надбання суттєво б збільшили можливості Лафура, тому він вирішив втрутитись у боротьбу в Келесирії.

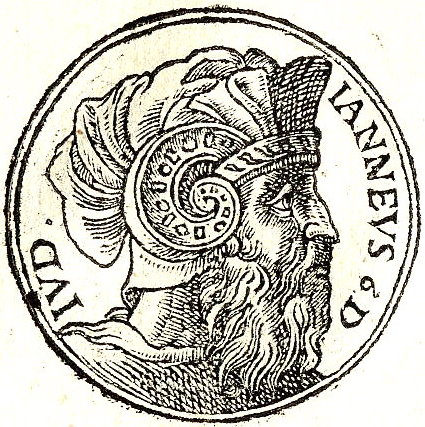
Александр Яннай

Втім, коли Лафур прибув з військом до Палестини, настрої птолемаїдців змінились. Один популярний серед них оратор зміг переконати співгромадян, що краще ризикнути самостійним веденням війни з юдеями, аніж віддаватись під владу царя, який може втягнути їх у війну з Єгиптом. З іншої сторони, Зоїл та газяни ввірили Лафуру свої міста. 
З прибуттям нового супротивника Александр Яннай зняв облогу з Птолемаїди, оскільки Птолемей мав велике військо (за Йосипом Флавієм — 30 тисяч воїнів). При цьому юдейський правитель одночасно звернувся із пропозицією союзу до Лафура та його матері Клеопатри III. Лафур погодився підпорядкувати Яннаю Зоїла з його містами в обмін на 400 талантів, проте, дізнавшись про зрадливу поведінку юдейського правителя, розірвав цю угоду та рушив проти нього (доручивши своїм полководцям зайнятись облогою Птолемаїди).
Спершу Птолемей напав на місто Асохіс (ймовірно, Тель-Ханатон в одній із галілейських долин за два десятки кілометрів на південний схід від Птолемаїди), захопив його та забрав у полон 10 тисяч мешканців. Зате спроба заволодіти розташованим неподалік Сепфорісом супроводжувалась значними втратами та завершилась невдало. Тим часом Александр Яннай зібрав свої сили (Йосип Флавій числить їх аж як 50 тисяч воїнів) та рушив назустріч кіпрському царю. В наступній битві при Асофоні, неподалік від Йордану, юдейська армія зазнала нищівної поразки, після чого Птолемей повернувся назад до узбережжя та узяв штурмом Птолемаїду. Ці події припали на весну 103 р. до н. е.

## Прибуття до Палестини Клеопатри

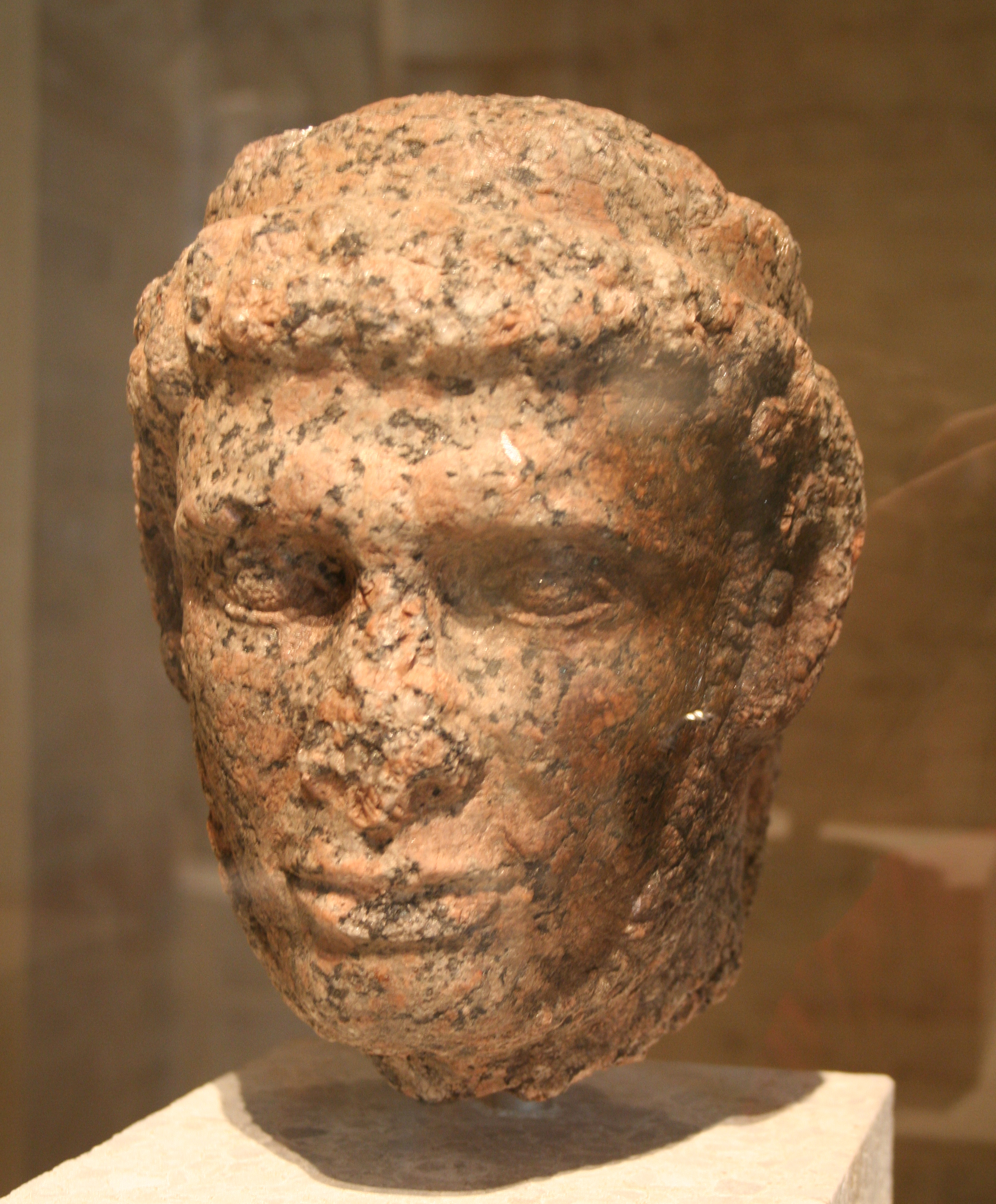
Птолемей X Александр

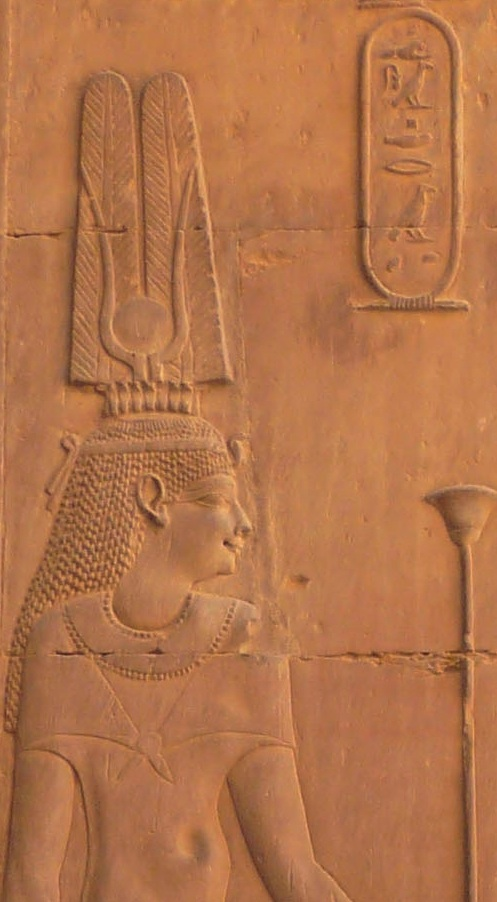
Клеопатра III

Клеопатра ІІІ остерігалась підсилення Птолемея Лафура, тому почала мобілізацію своєї армії (існує датований червнем 103 р. до н. е. лист, котрий засвідчує стягнення сил із гарнізонів біля південноєгипетського міста Фіви). Далі вона вирушила зі своїм флотом та армією до Фінікії, причому після висадки Птолемей X Александр пройшов звідти до Дамаску, надаючи таким чином допомогу Антіоху Гріпу в боротьбі з Кізікеном (хоча не виключено, що при цьому єгиптяни мали намір повернути своєму царству Келесирію, втрачену під час П'ятої Сирійської війни). Сама ж цариця-матір узялась за облогу Птолемаїди. 
Лафур, дізнавшись про відбуття з Єгипту головних сил ворога, вирішив скористатись цим для повернення свого царства. Він вирушив туди, проте не добився нічого. До того ж Птолемей X, довідавшись про рух брата, полишив у Дамаску гарнізон (вересень 103 р. до н. е.) та пройшов маршем через Палестину до Пелусія – фортеці, котра прикривала переправу через найсхідніший рукав дельти Нилу. Лафур відступив до Гази, де провів зиму 103—102 рр. до н. е., після чого відплив на Кіпр. Втім, єгипетські війська ще простояли у Пелусії тривалий час, щонайменше до вересня 102 р. до н. е.
Поки відбувались ці рухи з нападом Лафура на Єгипет, Клеопатрі вдалось успішно завершити облогу Птолемаїди (можливо відзначити, що за три десятки років по тому в цьому місті замкнеться її донька Клеопатра Селена, котру саме під час описаної кампанії видали заміж за Антіоха Грипа – вона знаходитиметься в облозі вірменського царя Тиграна II, який зможе оволодіти Птолемаїдою та стратить Селену).
За Йосипом Флавієм, Клеопатра спершу бажала продовжити кампанію нападом на юдеїв, проте Александру Яннаю в підсумку вдалось укласти з нею союз. Цариця-матір повернулась до Єгипту, де у жовтні 101 р. до н. е. була вбита Птолемеєм X Александром, незадоволеним своєю другорядною роллю при фактично правлячій матері (наприклад, остання перед тим, як видати Клеопатру Селену за Антіоха Грипа, розлучила її з Птолемеєм Александром, хоча вони вже мали сина).